# Fraser Gange
Fraser Gange-Adams (* 17. Juni 1887 in Dundee; † 1962 in Baltimore) war ein US-amerikanischer Opern- und Oratoriensänger (Bariton) sowie Gesangspädagoge schottischer Herkunft.
Gange sang im Alter von 16 Jahren in einer Amateuraufführung von Gounods Faust die Partie des Mephisto. Im Alter von 18 Jahren ging er nach London und studierte Gesang bei Amy Sherwin. Sein professionelles Debüt fand 1906 in der Londoner Queen’s Hall statt. Er unternahm bereits vor 1914 Konzerttourneen durch Australien und England und trat in Merrie England unter Leitung von Edward German auf.
Während des Ersten Weltkrieges diente Gange in der britischen Armee. 1917 heiratete er die Sängerin Amy Evans. Das Paar unternahm eine Tournee durch Australien und Neuseeland. 1923 gab er das erste Konzert in der neuen Caird Hall in Dundee. 1924 debütierte er in den USA beim Berkshire Festival of Chamber Music. Er übersiedelte dann mit seiner Frau in die USA und trat in den nächsten Jahren mit dem American Symphony Orchestra unter der Leitung von Dirigenten wie Arturo Toscanini und Sergei Kussewiki in der Carnegie Hall auf. 1928 sang er den Kreon in einer Aufführung von Strawinskis Oedipus Rex in Boston. Im Verlauf von vier Jahren sang er in 49 Aufführungen von Beethovens Neunter Sinfonie.
Gange war 26 Jahre lang Gesangsprofessor am Peabody Conservatory of Music in Baltimore. Daneben unterrichtete er auch an der Juilliard School in New York und an der Royal Academy of Music in London. Von ihm sind Plattenaufnahmen der Label His Master’s Voice und Columbia Records erhalten, darunter Arien von Händel und Lieder von Richard Strauss.